# Coupe d'Angleterre de football 1922-1923
Navigation
Coupe d'Angleterre 1921-1922 Coupe d'Angleterre 1923-1924
La Coupe d'Angleterre de football 1922-1923 est la 48e édition de la Coupe d'Angleterre de football. Bolton Wanderers remporte sa première Coupe d'Angleterre de football au détriment de West Ham United sur le score de 2-0 au cours d'une finale jouée dans l'enceinte du stade de Wembley à Londres.

## Demi-finales
| 24 mars 1923 | Bolton Wanderers | 1 – 0 | Sheffield United | Old Trafford, Manchester |  |
|              |                  |       |                  |                          |  |

| 24 mars 1923 | West Ham United | 5 – 2 | Derby County | Stamford Bridge, Londres |  |
|              |                 |       |              |                          |  |

## Finale
| Titulaires : |  |
| |  |
| Dick Pym Bob Haworth Alex Finney Harry Nuttall Jimmy Seddon Billy Jennings Billy Butler David Jack Jack Smith Joe Smith (c) Ted Vizard |  |
| Entraîneur : |  |
| Charles Foweraker |  |

| Titulaires : |  |
| |  |
| Ted Hufton Billy Henderson Jack Young Syd Bishop George Kay (c) Jack Tresadern Dick Richards Billy Brown Vic Watson Billy Moore Jimmy Ruffell |  |
| Entraîneur : |  |
| Syd King |  |

| Titulaires : |  |
| |  |
| Dick Pym Bob Haworth Alex Finney Harry Nuttall Jimmy Seddon Billy Jennings Billy Butler David Jack Jack Smith Joe Smith (c) Ted Vizard |  |
| Entraîneur : |  |
| Charles Foweraker |  |

| Titulaires : |  |
| |  |
| Ted Hufton Billy Henderson Jack Young Syd Bishop George Kay (c) Jack Tresadern Dick Richards Billy Brown Vic Watson Billy Moore Jimmy Ruffell |  |
| Entraîneur : |  |
| Syd King |  |

| Bolton Wanderers | West Ham United |